# 迪克西山
70°10′S 68°4′W / 70.167°S 68.067°W
迪克西山（英語：Mount Dixey）是南極洲的山峰，位於帕爾默地西岸的里利冰川南面，處於卡爾斯角東北面6公里，海拔高度1,250米，在1935年11月23日由美國的探險隊拍攝空中照片。